# Chó sói Megafauna
Chó sói Megafauna (Canis cf lupus) là một loài động vật sống trong khoảng thời gian từ thời kỳ thế Pleistocene muộn cho đến thời kỳ thế Holocen. Loài động vật này có kích thước tương đồng với sói xám kích thước lớn hiện còn tồn tại. Nó có vòm miệng ngắn và rộng hơn, răng hàm lớn ở mức tương đối so với tổng thể kích thước hộp sọ. Sự thay đối trong cấu trúc này cho phép chó sói Megafauna săn mồi và ăn xác thối vào thời gian các nhóm động vật khổng lồ thuộc thế Pleistocene sinh sống. Sự khác biệt này là một ví dụ về tính mềm dẻo phenotype.
Chó sói Megafauna từng sinh sống trên khu vực khắp miền Bắc Holarctic.

## Phân loại
Chó sói Megafauna (Canis cf lupus - "cf" trong tiếng Latin viết tắt của từ confer, nghĩa là không chắc chắn) chưa được phân loại chính thức là một loài sói nhưng dựa trên phân tích di truyền, Megafauna được cho là Ecomorph của Canis lupus. Các mẫu vật của chó sói cổ có nguồn gốc từ châu Âu đã được phân loại là Canis lupus spelaeus (Goldfuss, 1823) - chó sói hang.

## Khác biệt về số lượng của các loại sói
Các yếu tố sinh thái bao gồm loại môi trường sống, khí hậu, chuyên môn hóa con mồi và cạnh tranh săn mồi sẽ ảnh hưởng lớn đến cấu trúc quần thể di truyền của sói xám và độ dẻo phenotype của răng và sọ. Do đó, trong quần thể sói xám sinh sống vào thế Pleistocene, các biến thể giữa các môi trường địa phương sẽ khuyến khích một loạt các kiểu gen sói khác biệt về mặt di truyền, hình thái và sinh thái với nhau.